# Пльосо (Бабаєвський район, селище)
Пльо́со або Пле́со (рос. Плёсо) — селище в Бабаєвському районі Вологодської області Росії.
Входить до складу Борисовського сільського поселення (з 1 січня 2006 року по 13 квітня 2009 року входило у склад Плосківського сільського поселення).
Відстань по автодорозі до районного центру Бабаєво — 90 км, до центру муніципального утворення села Борисово-Судське по прямій — 21 км. Найближчі населені пункти — с. Заєльник, с. Пльосо, с. Плоське. Станом на 2002 рік проживало 83 чоловік.